# Agencia Espacial Africana
La Agencia Espacial Africana (en inglés African Space Agency, AfSA) es una organización regional establecida por la Unión Africana (UA) para promover la cooperación entre las políticas espaciales de los Estados miembros de la UA. La UA adoptó una estrategia espacial en 2016 y acordó el estatuto subyacente a AfSA en 2018. En 2019, Egipto fue declarado país sede y la organización se estableció en enero de 2023 mediante un acuerdo entre Egipto y la UA. La sede de la Agencia Espacial Africana se alojará en El Cairo, junto con la Agencia Espacial Egipcia (EGSA).

## Historia
Han surgido numerosas iniciativas espaciales, no relacionadas entre sí, entre varios países de la Unión Africana. La Organización Regional Africana de Comunicaciones por Satélite (RASCOM) fue una de las primeras iniciativas regionales,: 168  lanzada en 1992 con 45 miembros,: 10  y logró un éxito limitado,: 3  eventualmente lanzando un satélite en 2007 y otro en 2010. En 1998 se establecieron dos Centros Regionales Africanos para la Educación en Ciencia y Tecnología Espaciales, uno de habla inglesa en Nigeria y otro de habla francesa en Marruecos.: 144  Alrededor de 2000 se propuso un proyecto conjunto de constelación de satélites de gestión de recursos africanos (ARM),: 143  y fundada en 2003 por Argelia, Kenia, Nigeria y Sudáfrica.: 10  Las primeras asociaciones formales se acordaron en 2009. Nigeria luego lanzó NigSat-2 con la intención de que sea parte de esta constelación.: 143  Las primeras agencias espaciales nacionales entre los estados de la Unión Africana fueron la Agencia Nacional de Investigación y Desarrollo Espacial de Nigeria, la Agencia Espacial de Argelia y la Agencia Espacial Nacional de Sudáfrica. Todos operaron a principios del siglo XXI, junto con programas espaciales de otros estados.: 142 
Las discusiones sobre la creación de una agencia espacial panafricana comenzaron alrededor de este período.: 142  La planificación se inspiró en la Agencia Espacial Europea. La idea de una agencia espacial de este tipo se incluyó en el plan estratégico 2009-2012 de la UA.: 168  Una declaración de agosto de 2010 de la Tercera Conferencia de Ministros a cargo de las Comunicaciones y las Tecnologías de la Información de la Unión Africana (UA) instruyó a la Comisión de la Unión Africana a considerar el desarrollo de una agencia de este tipo junto con una política espacial dedicada. La idea fue apoyada el próximo mes en una declaración conjunta con la Comisión Europea.: 142  Una declaración de septiembre de 2011 de la Conferencia de Liderazgo Africano sobre Ciencia y Tecnología Espaciales para el Desarrollo Sostenible establece que la cooperación podría ocurrir antes de que se estableciera una institución panafricana.: 144  Una reunión de 2012 de la misma Conferencia de Ministros de la UA reiteró el llamado a una política espacial de la UA.: 169  En ese momento se propuso el nombre «AfriSpace». Para 2014, se había desarrollado un borrador de política.
En enero de 2016 se adoptó una política y estrategia espacial africana.: 9  La UA continuó discutiendo el desarrollo con la Agencia Espacial Europea. Los funcionarios también se reunieron con la Agencia de la Unión Europea para el Programa Espacial. Durante 2016 hubo 20 agencias y departamentos espaciales civiles nacionales.: 7  Hubo algunos puntos de vista de que una agencia panafricana sería prematura, y que en su lugar sería posible obtener mejores resultados centrándose en una mayor cooperación entre estas agencias nacionales.: 145 
El Estatuto de la Agencia Espacial Africana se adoptó en enero de 2018.: 9  Las ofertas para albergar la agencia provinieron de Egipto, Etiopía, Namibia y Nigeria. Una oferta de Ghana llegó demasiado tarde y Namibia luego retiró su oferta. En la 32.ª Cumbre de la Unión Africana de febrero de 2019 se aprobó una resolución para crear una sede para la agencia que tendría su sede en Egipto. Se pretendía que las operaciones comenzaran en 2022.: 3–4  Egipto apoyó su oferta prometiendo $10 millones a AfSA.: 4–5  Tras esta decisión, el programa se retrasó debido a preocupaciones sobre la disponibilidad presupuestaria y los beneficios inmediatos para otros países.
Se firmó un acuerdo final con el país anfitrión Egipto el 24 de enero de 2023, y el país acordó entregar el edificio terminado a la institución para fin de año. AfSA se abrirá en tres fases a lo largo de 2023.
A partir de la formación de AfSA a principios de 2023, los estados africanos controlaban menos de 50 satélites. La mayoría de estos pertenecían a Argelia, Angola, Egipto, Kenia, Marruecos, Nigeria y Sudáfrica.

## Ubicación
La sede se ha construido en la Ciudad Espacial de Egipto, junto con la Agencia Espacial Egipcia (EGSA), ubicada cerca de la capital, El Cairo. Este sitio está destinado a apoyar otros edificios relacionados con el espacio, incluidos los edificios de investigación y las plantas de fabricación de satélites.: 7 
Se espera que se establezca una Universidad Panafricana de Ciencia y Tecnología Espaciales en Sudáfrica y que apoye a AfSA, aunque esta iniciativa se ha estancado.: 4 

## Objetivos
La agencia fue fundada oficialmente para promover la cooperación y coordinación de políticas y estrategias dentro de los Estados miembros de la Unión Africana. Está destinado a tener un papel de coordinación, en lugar de estar directamente involucrado con la producción de satélites y los lanzamientos espaciales.
El establecimiento de la agencia se considera una contribución positiva a la Agenda 2063 de la UA, siendo la política y estrategia espacial de la UA uno de los 15 programas clave dentro de la agenda.